# Dusse-Alin
Der Dusse-Alin (russisch Дуссе-Алинь) ist ein Gebirgszug in der Region Chabarowsk im Fernen Osten Russlands.
Der Dusse-Alin bildet die nördliche Fortsetzung des Burejagebirges. Der Gebirgszug erstreckt sich in überwiegend Nord-Süd-Richtung über eine Länge von etwa 150 km. Die höchste Erhebung bildet ein 2179 m hoher namenloser Gipfel (⊙)
Im Norden grenzt der Dusse-Alin an den Esopkamm und den Jam-Alin. Der Dusse-Alin bildet die Wasserscheide zwischen den Flüssen Bureja und Amgun. Im Süden bildet das Burejagebirge die Fortsetzung.
Das Gebirge besteht aus metamorphem Gestein sowie aus Granit.
In den unteren Lagen (unterhalb 1300 m) wachsen Lärchenwälder, während in höheren Lagen Bergtundra und Zwerg-Kiefern-Vegetation vorherrschen.
Das Bureja-Naturreservat erstreckt sich über das Quellgebiet der Bureja am Westhang des Dusse-Alin. 